# Daltonia onraedtii
Daltonia onraedtii är en bladmossart som beskrevs av Maurice Bizot 1974. Daltonia onraedtii ingår i släktet Daltonia och familjen Daltoniaceae. Inga underarter finns listade i Catalogue of Life.